# بولدر جانکشن (حوزه سرشماری)، ویسکانسین
بولدر جانکشن (به انگلیسی: Boulder Junction) یک منطقهٔ مسکونی در ایالات متحده آمریکا است که در Boulder Junction واقع شده‌است. بولدر جانکشن ۱۸۳ نفر جمعیت دارد و ۵۰۲٫۹۳ متر بالاتر از سطح دریا واقع شده‌است.